# Beauty Point
Beauty Point is een plaats in de Australische deelstaat Tasmanië en telt 1153 inwoners (2006).